# St. Moritz (Mittenwalde)

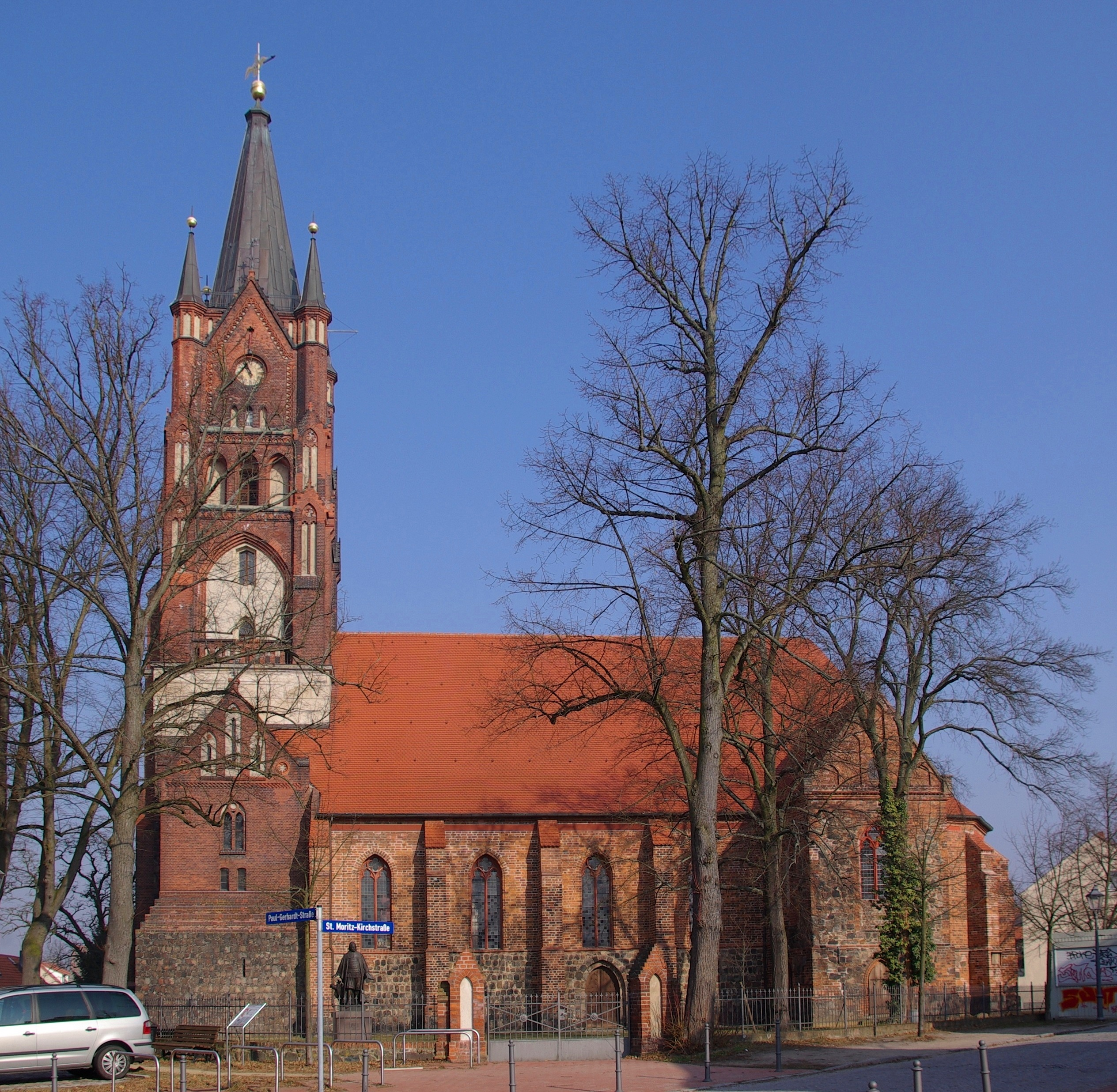
Moritzkirche in Mittenwalde

Die St.-Moritz-Kirche ist die evangelische Stadtkirche von Mittenwalde im brandenburgischen Landkreis Dahme-Spreewald. Die im Wesentlichen gotische Hallenkirche war von 1651 bis 1657 Wirkungsort von Paul Gerhardt, der dort viele seiner Lieder schrieb.

## Geschichte

### Baugeschichte
Mittenwalde entstand in der zweiten Phase der deutschen Ostsiedlung im 13. Jahrhundert. Die Kirche erhielt das Patrozinium des heiligen Mauritius, der seit der Gründung des Mauritiusklosters in Magdeburg und der Reliquienübertragung durch Otto I. als Schutzpatron des Heiligen Römischen Reichs galt.
Der erste Bau war eine romanische Feldsteinkirche mit querrechteckigem Westturm und gleich breitem, vermutlich basilikalem Langhaus.
Im 14. Jahrhundert wurde daraus, unter Einbeziehung von Teilen des romanischen Feldstein-Mauerwerks, eine dreischiffige Hallenkirche im Stil der Backsteingotik mit Sterngewölben. Zu Beginn des 15. Jahrhunderts wurde der Umgangschor angefügt, der auf mögliche Wallfahrten zu jener Zeit schließen lässt.
Mit der Reformation in Brandenburg im Jahr 1539 wurde die Moritzkirche lutherisch.
Einen barocken Turmaufsatz erhielt die Kirche 1773. Der heutige neugotische Turm mit reichem Architekturschmuck wurde 1877/78 nach Plänen von Johann Eduard Jacobsthal gebaut, nachdem bereits 1861/62 eine neugotische Restaurierung erfolgt war.
Eine Renovierung des Innenraums im schlichten Zeitgeschmack erfolgte 1956/57, eine Turmsanierung 1991.

### Paul Gerhardt in Mittenwalde

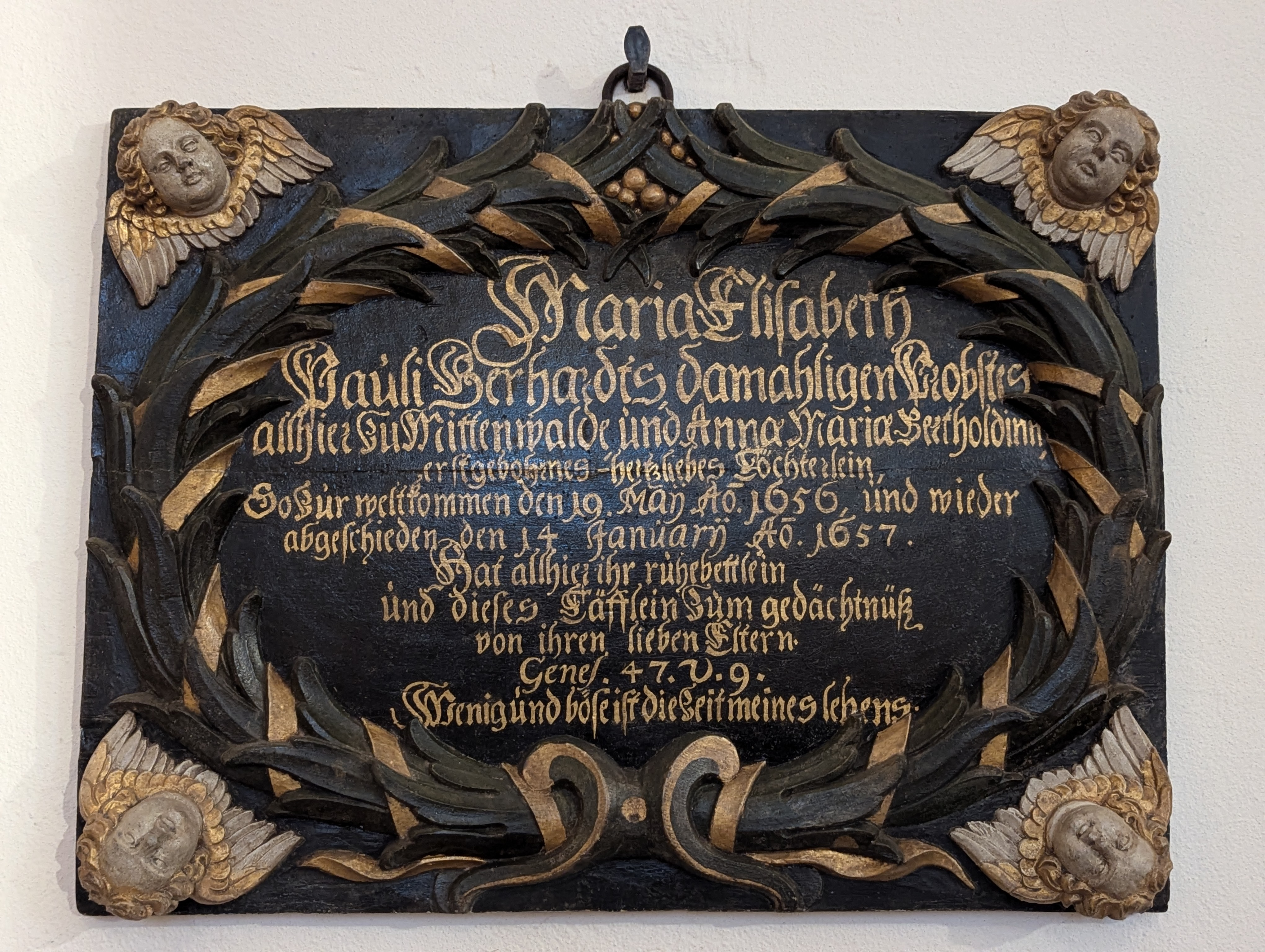
Grabtafel Maria Elisabeth Gerhardt

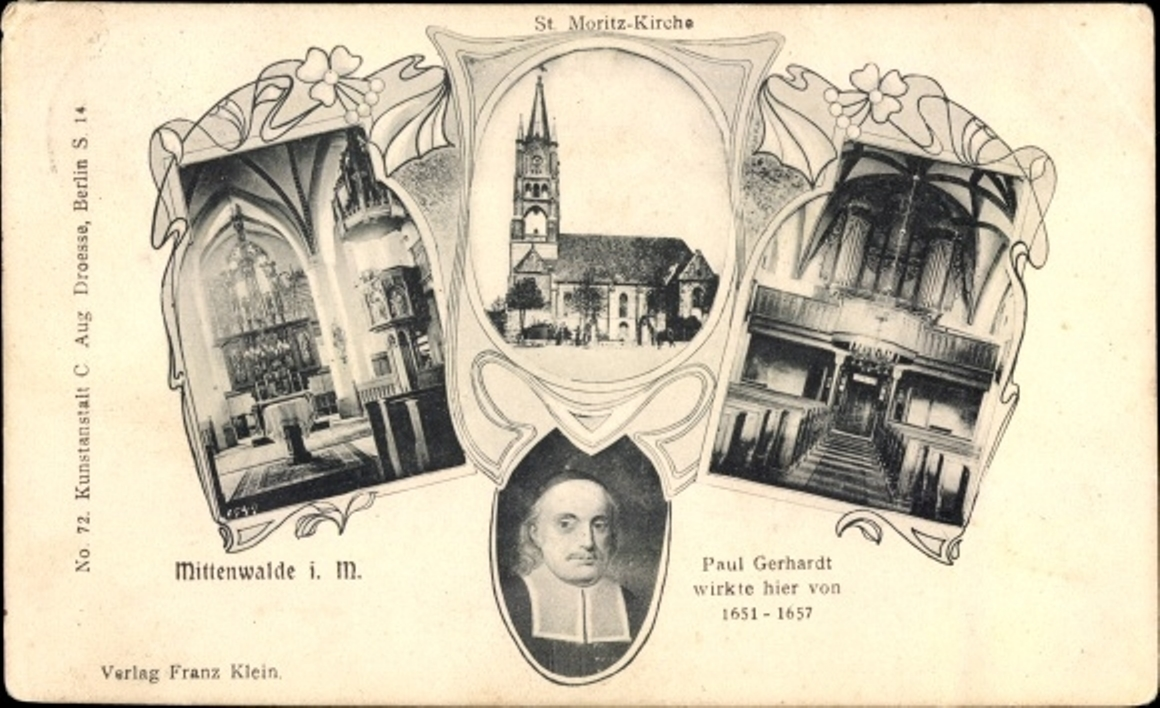
Ansichtskarte von 1910

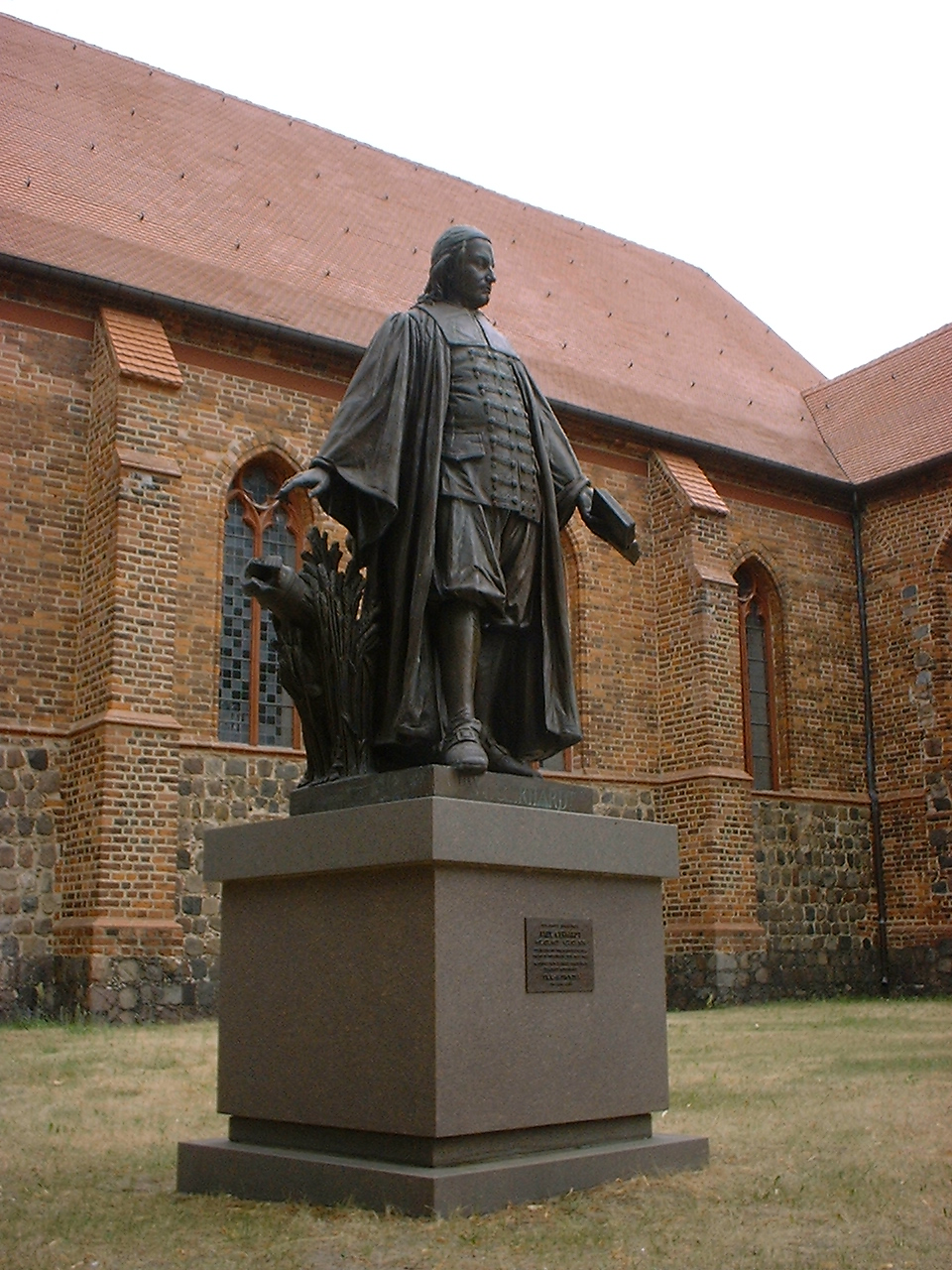
Paul-Gerhardt-Denkmal vor dessen einstiger Wirkungsstätte (1651–1657)

Drei Jahre nach dem Ende des Dreißigjährigen Kriegs wurde der 44-jährige Paul Gerhardt, bis dahin Hausgeistlicher in Berlin, zum Propst in Mittenwalde ernannt. Am 28. September 1651 hielt er in der Moritzkirche eine Gastpredigt, am 18. November wurde er hier in sein Amt eingeführt. Von den in Johann Crügers Praxis Pietatis Melica ab der 5. Auflage (1653) neu erschienenen Paul-Gerhardt-Liedern sind die meisten in Mittenwalde entstanden, darunter einige der berühmtesten. 1655 heiratete Gerhardt in Berlin Anna Maria Berthold und führte sie nach Mittenwalde heim. Am 19. Mai 1656 kam hier ihre erste Tochter Maria Elisabeth zur Welt; sie starb bereits am 14. Januar 1657. Ihre hölzerne Grabtafel befindet sich in der Moritzkirche. Im Juli 1657 wurde Gerhardt an die Berliner Nikolaikirche berufen. Die Mittenwalder Kirchenbücher mit seinen Eintragungen sind erhalten.
2001 wurde vor der Moritzkirche eine Kopie der Paul-Gerhardt-Statue aufgestellt, die Friedrich Pfannschmidt 1907 für die Kirche in Lübben schuf.

### Theodor Fontane über die Moritzkirche
Im 307. Kapitel seiner Wanderungen durch die Mark Brandenburg (1880) zeichnet Theodor Fontane ein detailreiches Bild der Moritzkirche und der Zeit Paul Gerhardts dort.

## Ausstattung
Zu den bedeutenden Ausstattungsstücken der Kirche gehören ein spätgotischer Schnitzaltar (1514), das Schnitzwerk des Chorgestühls (Mitte des 16. Jahrhunderts), die Holzskulptur eines heiligen Papstes (um 1510), eine von der Berliner Malerin Emma Mathieu 1829 angefertigte, dem romantischen Stilempfinden angenäherte Kopie des Lübbener Paul-Gerhardt-Porträts und der barocke Prospekt der Grüneberg-Orgel von 1787. Das Chorgestühl ist mit 45 Bildtafeln versehen, die in der Mitte des 16. Jahrhunderts entstanden.

## Glocken
Der Glockenstuhl des mächtigen Westturmes trägt heute vier Glocken aus Eisenhartguss. Alle wurden 1956 durch die Firma Schilling&Lattermann gegossen und hängen an gekröpften Jochen. Sie erklingen in der Tonfolge des sog. Parsifalmotives f′–as′–b′–des″.